# جوني بيكوك (عداء)
جوناثان بيكوك (بالإنجليزية: Jonathan Peacock) (مواليد 28 مايو 1993)، هُو عداء مسافات قصيرة بارالمبي إنجليزي.
```
بيكوك هو عداء 
مبتور القدمين
، فاز بالميدالية الذهبية في 
الألعاب البارالمبية الصيفية 2012
 
والألعاب البارالمبية الصيفية 2016
، مُمثلا 
بريطانيا العظمى
 في 
سباقات 100 متر
[الإنجليزية]
 الخاصة 
بفئة تي 44
. كما فاز أيضا بالميدالية البرونزية في 
الألعاب البارالمبية الصيفية 2020
.
```

## سيرته
وُلد جوناثان بيكوك في كامبريدج في 28 مايو 1993، ونشأ في قرية شبرث. في سن الخامسة، أُصيب جوناثان بالتهاب السحايا، وتضاعفت حالته إلى أن وصل الأمر لموت خلايا الأنسجة في ساقه اليمنى، وبُترت بعد ذلك ساقه ابتداء من أسفل الركبة. كان جوناثان يهوى لعب كرة القدم، وخلال مكوثه في المستشفى التي رُكبت له فيها الساق الاصطناعية، كان قد سأل عن الأنشطة الرياضية المخصصة لذوي الاحتياجات الخاصة، فتم توجيهه لحضور يوم لمواهب الرياضة البارالمبية. كانت والدته تحمله إلى المدرسة حينما كان ارتداء الساق الاصطناعية يسبب له ألما. يشير بيكوك إلى ما تبقى من ساقه باسم "ساق النقانق". كمراهق، عاش بيكوك في سانت آيفز ودرس في مدرسة سانت آيفو.
خاض بيكوك أول سباق دولي له في كأس العالم البارالمبي في مانشستر في مايو 2012. في يونيو 2012، سجل بيكوك رقما قياسيا عالميا جديدا في سباق 100 متر للعدائين مبتوري الأطراف خلال تصفيات ألعاب القوى البارالمبية الأمريكية، حيث سجل زمنا قدره 10.85 ثانية ليتفوق على الرقم القياسي السابق الذي كان يحمله مارلون شيرلي بفارق 0.06 ثانية. كُسر هذا الرقم لاحقا في يوليو 2013 في بطولة العالم لألعاب القوى لذوي الاحتياجات الخاصة 2013 في ملعب الرون في ليون، عندما سجل الرياضي الأمريكي ريتشارد براون زمنا قدره 10.83 في نصف نهائي سباق 100 متر فئة تي 44.
في الألعاب البارالمبية الصيفية 2012، فاز بيكوك في نهائي سباق 100 متر فئة تي 44 بزمن قدره 10.90 ثانية، محرزا الميدالية الذهبية والرقم القياسي البارالمبي في نفس الوقت. جعل هذا الفوز مدربه دان بفاف المدرب الوحيد الذي درب عدائين في سباق 100 متر تُوجوا بالميدالية الذهبية في كل من الألعاب الأولمبية والبارالمبية؛ حيث درب بفاف أيضا العداء الكندي دونوفان بيلي بطل الألعاب الأولمبية الصيفية 1996 في أتلانتا.
انسحب بيكوك من بطولة العالم لألعاب القوى لذوي الاحتياجات الخاصة 2015 بسبب إصابته بقرحة في طرفه الاصطناعي خلال فصل الصيف.
في الألعاب البارالمبية الصيفية 2016، دافع بيكوك عن لقبه، فاز بالذهبية في سباق 100 متر فئة تي 44، بزمن قدره 10.81 ثانية.
في سبتمبر 2017، شارك بيكوك في الموسم الخامس عشر من برنامج بي بي سي ون ستريكتلي كوم دانسينغ، حيث كان حينها أول رياضي بارالمبي مبتور الأطراف يتنافس في البرنامج. شارك بيكوك في هذا البرنامج جنبا إلى جنب مع أوتي مابوسي، وقد كان الثنائي الثامن الذي أُقصي من البرنامج.
ظهر بيكوك في الموسم الخامس عشر من مسلسل من تظن نفسك؟، والذي بُث في 2018.
كان جوناثان ضمن الفريق البريطاني في الألعاب البارالمبية الصيفية 2020 في طوكيو، ولو أن إضافته في قائمة المشاركين تمت بشكل متأخر. أُضيف جوناثان لقائمة المشاركين في نفس توقيت إضافة كُل من ديفيد وير وكادينا كوكس وليبي كليج. كان أيضا جزءا من الفريق الذي فاز بفضية سباق 4 × 100 متر تتابع مختلط، كما فاز بالبرونزية في سباق 100 متر رجال فئة تي 64، لكن بالاشتراك مع يوهانس فلورز، بعد أن أنهى الاثنان السباق بنفس التوقيت تماما.
في أغسطس 2021، ظهر بيكوك كضيف في مسلسل هوليوكس الذي بُث على القناة الرابعة البريطانية. تضمنت مشاهده في المسلسل مواساة لشخصية سيد سمنر (أداها بيلي برايس) بعد أن أجرى الأخير عملية لبتر ساقه.
عُرض مسلسله التلفزيوني مخيم شفرة جوني  على القناة الرابعة في أغسطس 2021.
في 2022 شارك بيكوك في برنامج تاسك ماستر حلاوة رأس السنة الثانية على الرغم من غيابه عن مقاطع الاستوديو بسبب المرض. في 2024 ظهر كحكم في برنامج القائمة البريطانية العظيمة الذي أنتجته شبكة بي بي سي والذي احتفل بأولمبياد باريس 2024.
في أغسطس 2024 صرح بأنه يحذوه الطموح والثقة للفوز بميداليته البارالمبية الثالثة في دورة باريس 2024. أنهى جوناثان هذا السباق في المركز الخامس. شارك أيضا ضمن فريق سباق 4×100 متر تتابع إلى جانب زاك شو علي سميث وسامي كنغهورن، حيث فاز الفريق بالميدالية الفضية خلف الفريق الصيني.

## حياته الشخصية
يواعد بيكوك منذ مدة طويلة صديقته البارالمبية الأيرلندية الشمالية سالي براون.

## الأوسمة
نال جوناثان وسام رتبة الإمبراطورية البريطانية خلال حفل أوسمة رأس السنة الجديدة 2013 نظير ما قدمه في مجال ألعاب القوى.

## وصلات خارجية
- جوني بيكوك على الألعاب البارالمبية البريطانية[الإنجليزية]
- جوني بيكوك في اللجنة البارالمبية الدولية
- جوني بيكوك على موقع Paralympic.org (الإنجليزية)
- جوني بيكوك على موقع اللجنة البارالمبية البريطانية (الإنجليزية)

ّّ